# 갈리치

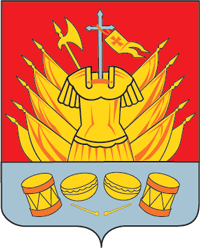
시 문장

갈리치(러시아어: Га́лич)는 러시아 코스트로마주 서부에 위치한 도시로, 인구는 19,151명(2002년 기준)이다. 갈리치스코예 호와 접하며 코스트로마(코스트로마 주의 주도)에서 북동쪽으로 121km, 추흘로마에서 남쪽으로 50km 정도 떨어진 곳에 위치한다.
1159년에 건설되었고 1234년 문헌에 처음 등장했다. 1778년 시로 승격되었다.